# 八ヶ岳南麓高原湧水群

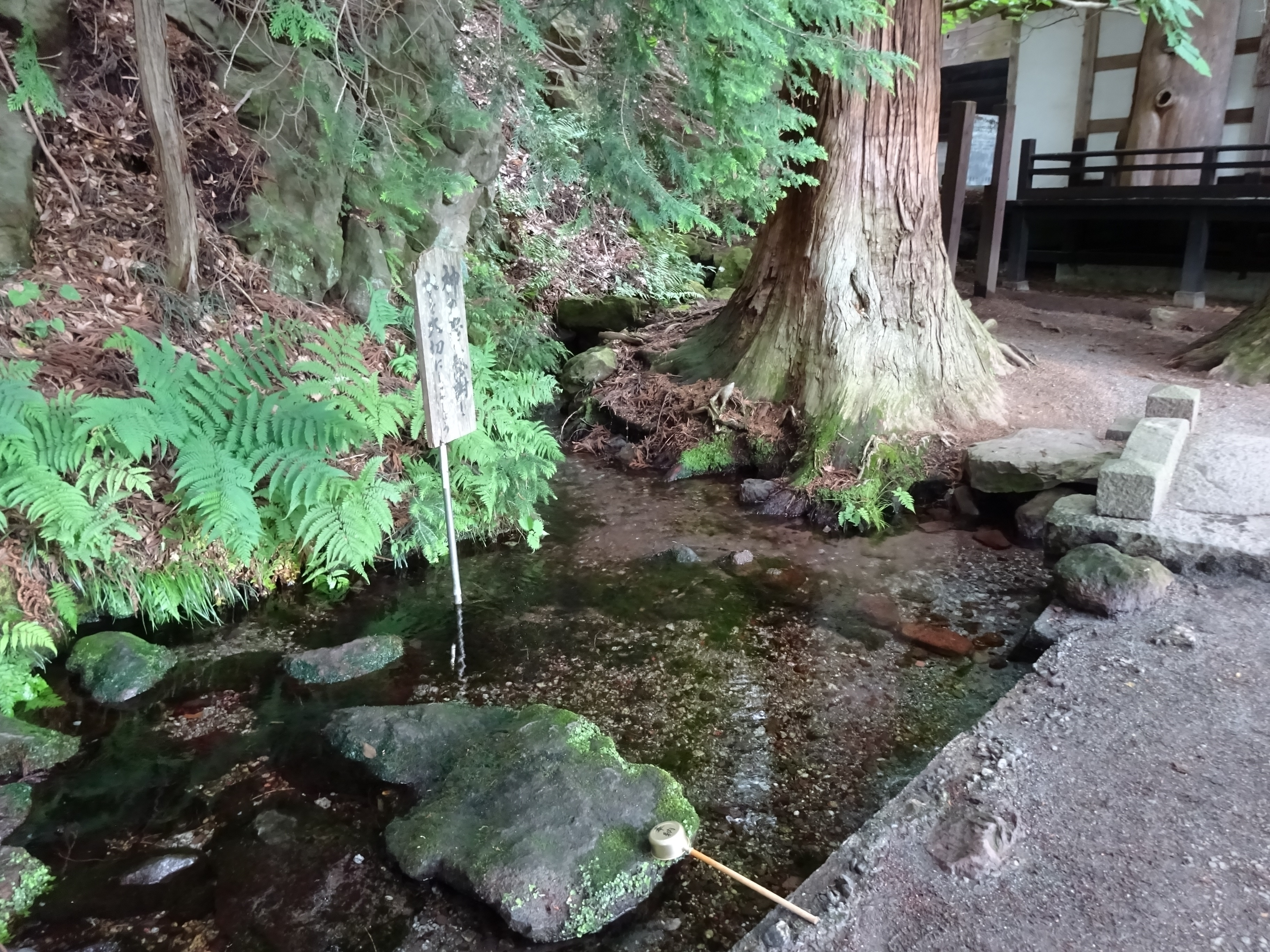
大滝神社脇の湧水池

八ヶ岳南麓高原湧水群（やつがたけなんろくこうげんゆうすいぐん）は、山梨県北杜市長坂町大泉町高根町および小淵沢町に点在する湧水群である。この湧水群は1985年（昭和60年）、名水百選のひとつに選定された。

## 概要
八ヶ岳南方にある権現岳の水源林の水や雨水が、成層火山の編笠山の火成岩等に浸透して地下水となり、清里高原地下の帯水層を経て、中央本線小淵沢駅付近に湧出すると考えられているが、詳細な調査研究は東京海洋大学の水圏科学フィールド教育研究センター等で行われている。代表的な湧水地として「大滝湧水」「三分一湧水」「女取湧水」が挙げられ、近隣には「大湧水」「吐竜の滝」「宮司の滝」「三味線滝」や、湧水群を水源に上水道源となる大門ダムがある。

## 大滝湧水

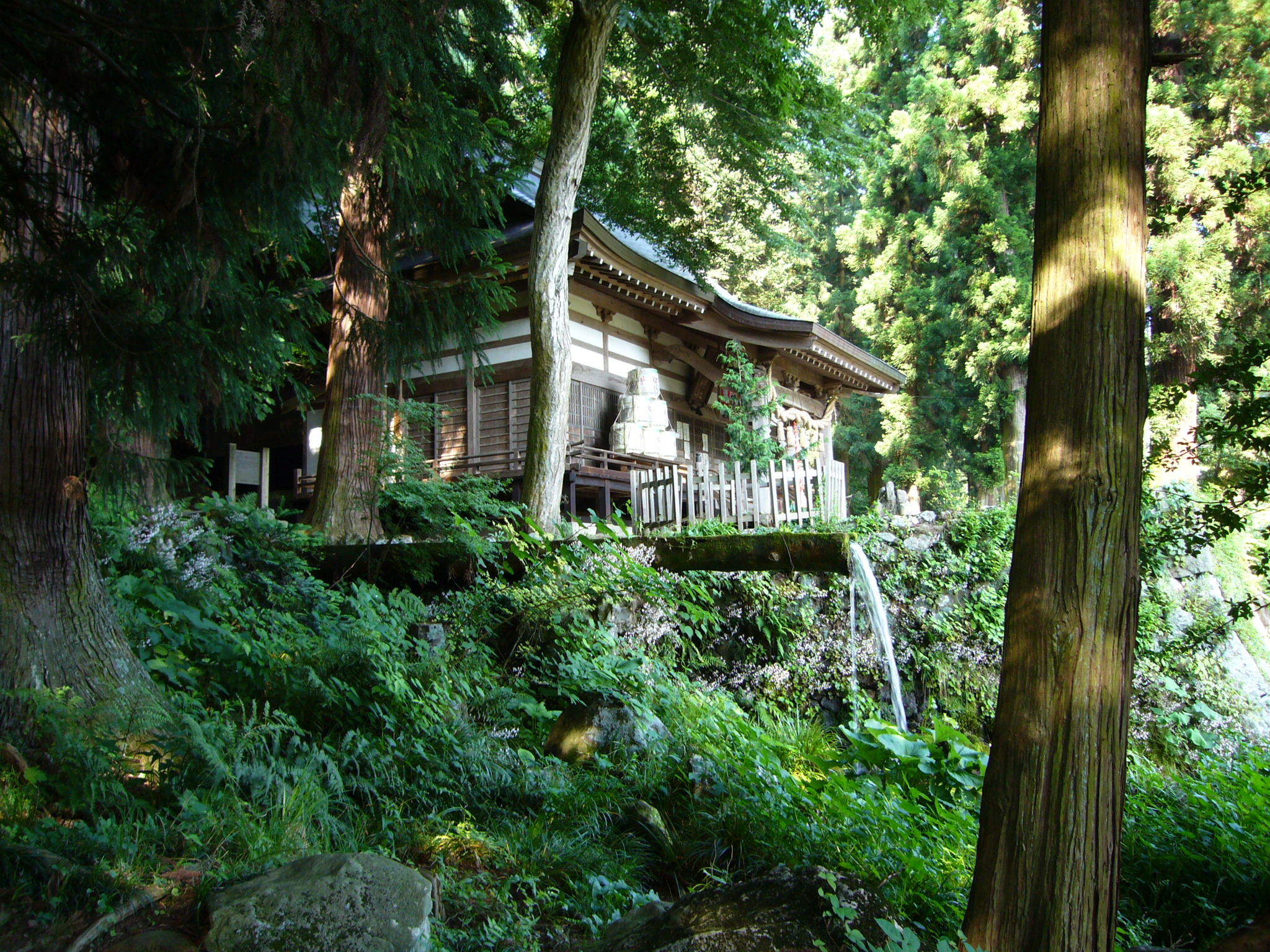
大滝神社と大滝湧水

大滝湧水（おおたきゆうすい）は、小淵沢町上笹尾から湧く水。大滝神社の地内にあり、木をくり抜いた樋口から日量約22,000t、水温約12℃の湧水が流れ落ちる。
大滝神社由来記には武渟川別が訪問した際、清水の湧出を農業の本、国民の生命、肇国の基礎と称賛して祭祀したと記されている。古くから伝記としては井戸水が濁った時、この湧水を井戸水に注入すれば清澄になると言われている。江戸時代には甲府代官が民有地を買い上げ、湧水の保全を図った。
現代では地区住民によって管理され、水田の灌漑やニジマスの養殖に利用されている。周りは公園として整備されていて景観が良く、春には新緑を、秋には紅葉を楽しめる。

### アクセス
鉄道の場合
- JR中央本線・小海線小淵沢駅で下車
  - 駅より徒歩約20分
  - 駅よりバス利用の場合、北杜市民バス北部巡回線「滝の前」停留所下車後徒歩約10分、もしくは小淵沢巡回線（水・土曜日のみ運行）「大滝公園入口」停留所下車後徒歩約5分

自動車の場合
- 中央自動車道小淵沢インターチェンジより約15分
- 中央自動車道長坂インターチェンジより約20分

## 三分一湧水

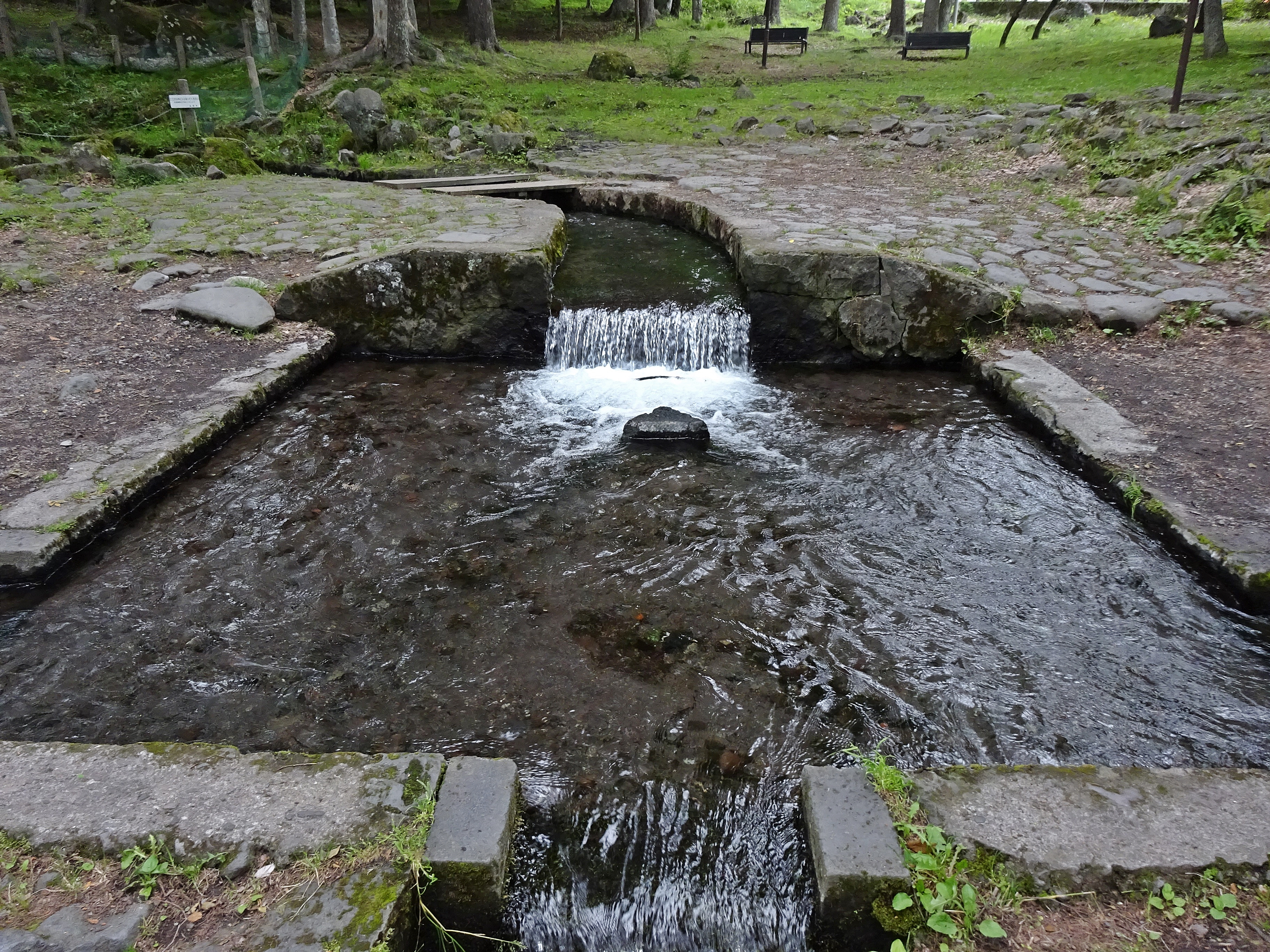
三分一湧水（2023年）

三分一湧水（さんぶいちゆうすい）は、長坂町小荒間から湧く水。日量8,500tの豊かな湧水で、水温は年間を通じて10℃前後に保たれている。飲用には適さず、農業用水として利用されている。
この湧水の利用を巡って下流の村々で長年続いた争いをおさめるため、江戸時代に湧出口の分水枡に三角木柱の利水施設が造られた。これにより、湧水を三方向の村落に三分一の量ずつ平等に分配できるようになり、三分一湧水の名の由来となった。現代では1922年（大正11年）に完成した石造の枡が用いられ、水利権を持つ地区住民が組織する管理組合や地元住民によって管理されている。1943年（昭和18年）に一度山津波によって破壊されたが、後に復旧した。
毎年6月1日には、「水元」と称される旧小荒間村の坂本家を主座とする関係集落の立ち合いのもとに分水行事が行われている。

## 大湧水
大泉村は、1875年（明治8年）谷戸村と西井出村が合併する際に、両旧村の境界にあった泉川の水源「大湧水（だいゆうすい）」にちなんで名付けられた。大湧水は、地元では「泉さん」の愛称で親しまれている。この大湧水は海抜1060ｍの高原に位置し、一年中「毎分2.5トン」「水温10.0℃」と水量・水温に変化がなく、湧水量が一日4520トンと豊富なため、飲料水・灌漑用水・養魚場など多方面で利用されている。1933年（昭和8年）12月に大泉村湧水地を含め約7000坪を農林省に寄付し、現在は東京水産大学（現：東京海洋大学）に引き継がれ、この湧水を利用して渓流高級魚の生態を研究している。見学する場合は事前の申し込み（大泉総合支所地域振興課　TEL　0551-42-1463)
が必要。